# Marathon de Florence
Le marathon de Florence (en italien: Maratona di Firenze) est une épreuve de course à pied d'une distance de 42,195 km dans la ville de Florence, en Italie. La première édition a lieu en 1984.

## Palmarès

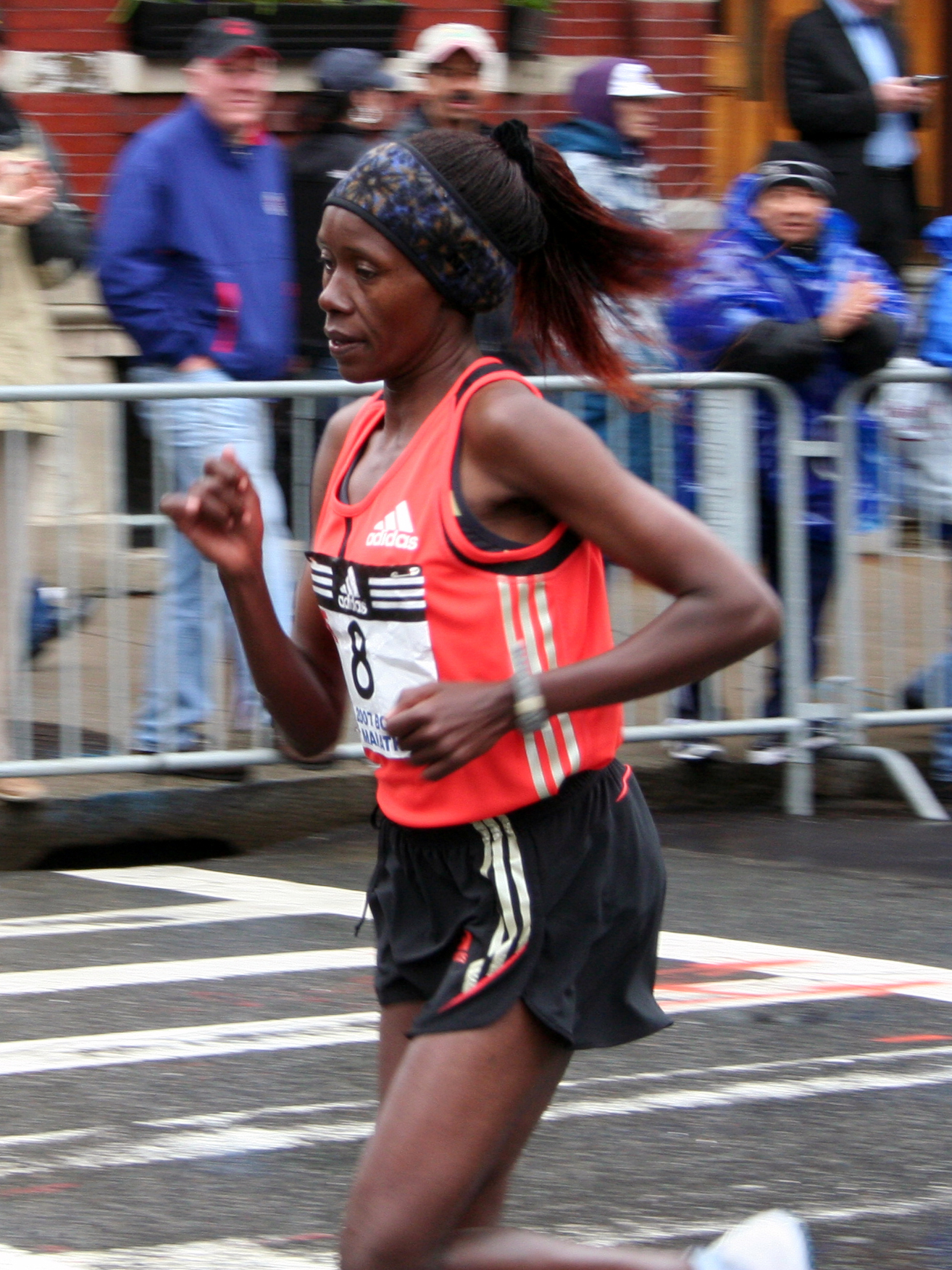
La Kényane Alice Chelangat remporte la course féminine en 2005

| Edition | Année | Hommes               | Pays        | Temps           | Femmes               | Pays        | Temps           |
| ------- | ----- | -------------------- | ----------- | --------------- | -------------------- | ----------- | --------------- |
| 1re     | 1984  | Andrew Robertson     | Écosse      | 2 h 15 min 23 s | Gillian Burley       | Angleterre  | 2 h 32 min 53 s |
| 2e      | 1985  | Fausto Molinari      | Italie      | 2 h 17 min 44 s | Celia Duncan         | Angleterre  | 2 h 44 min 32 s |
| 3e      | 1986  | Andrew Girling       | Angleterre  | 2 h 15 min 37 s | Graziella Striuli    | Italie      | 2 h 39 min 35 s |
| 4e      | 1987  | Trevor Fieldsend     | Angleterre  | 2 h 16 min 33 s | Carolyn Naisby       | Angleterre  | 2 h 33 min 23 s |
| 5e      | 1988  | Edgardo Farinelli    | Italie      | 2 h 15 min 51 s | Manola Casalini      | Italie      | 2 h 43 min 14 s |
| 6e      | 1989  | Alberto Lucherini    | Italie      | 2 h 16 min 48 s | Christine VanPut     | Belgique    | 2 h 39 min 45 s |
| 7e      | 1990  | Roman Kejžar         | Yougoslavie | 2 h 18 min 57 s | Valentina Bottarelli | Italie      | 2 h 44 min 23 s |
| 8e      | 1991  | Alberto Lucherini    | Italie      | 2 h 16 min 33 s | Sheila Catford       | Écosse      | 2 h 35 min 37 s |
| 9e      | 1992  | Ivo Rodrigues        | Brésil      | 2 h 19 min 12 s | Ingrid Ekroll        | Norvège     | 2 h 50 min 34 s |
| 10e     | 1993  | Ivano Marcon         | Italie      | 2 h 16 min 39 s | Eva Petrik           | Hongrie     | 2 h 42 min 24 s |
| 11e     | 1994  | Clair Wathier        | Brésil      | 2 h 14 min 03 s | Dana Hajná           | Tchéquie    | 2 h 41 min 34 s |
| 12e     | 1995  | Bernard Boiyo        | Kenya       | 2 h 15 min 36 s | Svetlana Netchaeva   | Russie      | 2 h 40 min 08 s |
| 13e     | 1996  | Sammy Korir          | Kenya       | 2 h 15 min 04 s | Bettina Sabatini     | Italie      | 2 h 33 min 51 s |
| 14e     | 1997  | Ottaviano Andriani   | Italie      | 2 h 14 min 27 s | Matilde Ravizza      | Italie      | 2 h 47 min 00 s |
| 15e     | 1998  | Azzedine Sakhri      | Algérie     | 2 h 16 min 39 s | Ida Kovács           | Hongrie     | 2 h 44 min 16 s |
| 16e     | 1999  | Michele Gamba        | Italie      | 2 h 11 min 51 s | Michaela McCallum    | Angleterre  | 2 h 38 min 28 s |
| 17e     | 2000  | Angelo Carosi        | Italie      | 2 h 14 min 11 s | Tiziana Alagia       | Italie      | 2 h 32 min 18 s |
| 18e     | 2001  | Daniel Kirwa         | Kenya       | 2 h 10 min 38 s | Florinda Andreucci   | Italie      | 2 h 32 min 26 s |
| 19e     | 2002  | Michael Kapkiai      | Kenya       | 2 h 11 min 15 s | Helena Javornik      | Slovénie    | 2 h 28 min 15 s |
| 20e     | 2003  | Angelo Carosi        | Italie      | 2 h 15 min 54 s | Anna Incerti         | Italie      | 2 h 34 min 40 s |
| 21e     | 2004  | Benjamin Kiprotich   | Kenya       | 2 h 11 min 34 s | Florence Barsosio    | Kenya       | 2 h 29 min 11 s |
| 22e     | 2005  | Samson Kosgei        | Kenya       | 2 h 11 min 27 s | Alice Chelangat      | Kenya       | 2 h 30 min 46 s |
| 23e     | 2006  | James Kutto          | Kenya       | 2 h 08 min 41 s | Vincenza Sicari      | Italie      | 2 h 34 min 52 s |
| 24e     | 2007  | Paul Ngeny           | Kenya       | 2 h 12 min 50 s | Vincenza Sicari      | Italie      | 2 h 33 min 14 s |
| 25e     | 2008  | Jackson Kiprono      | Kenya       | 2 h 12 min 37 s | Giovanna Volpato     | Italie      | 2 h 34 min 13 s |
| 26e     | 2009  | Ben Chebet           | Kenya       | 2 h 11 min 21 s | Eva-Maria Gradwohl   | Autriche    | 2 h 35 min 41 s |
| 27e     | 2010  | Tadese Tolesa        | Éthiopie    | 2 h 12 min 41 s | Firehiwot Dado       | Éthiopie    | 2 h 28 min 58 s |
| 28e     | 2011  | Birhanu Bekele       | Éthiopie    | 2 h 09 min 52 s | Asha Gigi            | Éthiopie    | 2 h 31 min 36 s |
| 29e     | 2012  | Endeshaw Negesse     | Éthiopie    | 2 h 09 min 59 s | Shuru Diriba         | Éthiopie    | 2 h 30 min 08 s |
| 30e     | 2013  | Oleksandr Sitkovskyy | Ukraine     | 2 h 09 min 14 s | Abeba Teklu          | Éthiopie    | 2 h 30 min 37 s |
| 31e     | 2014  | Asbel Kipsang        | Kenya       | 2 h 09 min 55 s | Bizuayehu Ehite      | Éthiopie    | 2 h 31 min 28 s |
| 32e     | 2015  | Tujuba Megersa       | Éthiopie    | 2 h 09 min 55 s | Priscah Cherono      | Kenya       | 2 h 31 min 34 s |
| 33e     | 2016  | Yadete Teshome       | Éthiopie    | 2 h 11 min 57 s | Winnie Jepkorir      | Kenya       | 2 h 28 min 46 s |
| 34e     | 2017  | Zelalem Bacha        | Bahreïn     | 2 h 14 min 41 s | Dire Tune            | Éthiopie    | 2 h 28 min 55 s |
| 35e     | 2018  | Abdi Ali Gelelchu    | Bahreïn     | 2 h 11 min 32 s | Lonah Salpeter       | Israël      | 2 h 24 min 17 s |
| 36e     | 2019  | Sahlesilassie Bekele | Éthiopie    | 2 h 10 min 14 s | Jess Piasecki        | Royaume-Uni | 2 h 25 min 29 s |

 Record de l'épreuve
 Championnat d'Italie de marathon
 Épreuve plus courte

## Victoires par pays
| Pays       | Hommes | Femmes | Total |
| ---------- | ------ | ------ | ----- |
| Italie     | 9      | 11     | 20    |
| Kenya      | 11     | 3      | 14    |
| Éthiopie   | 4      | 4      | 8     |
| Angleterre | 2      | 4      | 6     |
| Brésil     | 2      | 0      | 2     |
| Hongrie    | 0      | 2      | 2     |
| Écosse     | 1      | 1      | 2     |
| Slovénie   | 1      | 1      | 2     |
| Algérie    | 1      | 0      | 1     |
| Autriche   | 0      | 1      | 1     |
| Belgique   | 0      | 1      | 1     |
| Tchéquie   | 0      | 1      | 1     |
| Norvège    | 0      | 1      | 1     |
| Russie     | 0      | 1      | 1     |
| Ukraine    | 1      | 0      | 1     |

## Arrivants
| Année | Hommes | Femmes | Total |
| ----- | ------ | ------ | ----- |
| 2013  | 7 839  | 1 451  | 9 290 |
| 2012  | 6 577  | 1 194  | 7 771 |
| 2011  | 5 924  | 1 004  | 6 928 |
| 2010  | 6 611  | 1 179  | 7 790 |
| 2009  | 7 025  | 1182   | 8207  |
| 2008  | 6181   | 1 022  | 7 203 |
| 2007  | 5 356  | 931    | 6 287 |
| 2006  | 5289   | 981    | 6 270 |
| 2005  | 4201   | 679    | 4880  |
| 2004  | 3 486  | 520    | 4 006 |
| 2003  | 3 428  | 561    | 3 989 |
| 2002  | 2 851  | 404    | 3 255 |
| 2001  | 2 351  | 291    | 2 642 |
| 2000  | 2 242  | 239    | 2 481 |
| 1999  | 2 055  | 186    | 2 241 |
| 1998  | 2 116  | 161    | 2 277 |
| 1997  | 2 170  | 194    | 2 364 |
| 1996  | 2 292  | 181    | 2 473 |
| 1995  | 2 166  | 145    | 2 311 |
| 1994  | 1 955  | 129    | 2 084 |
| 1993  | 1 470  | 78     | 1 548 |
| 1992  | 1 233  | 52     | 1 285 |
| 1991  | 1 022  | 45     | 1 067 |
| 1990  | 1 018  | 39     | 1 057 |
| 1989  | 1 127  | 43     | 1 170 |
| 1988  | 1 119  | 38     | 1 157 |
| 1987  | 1 247  | 50     | 1 297 |
| 1986  | 1 180  | 45     | 1 225 |
| 1985  | 822    | 37     | 859   |
| 1984  | 448    | 14     | 462   |